# Eupithecia retheli
Eupithecia retheli là một loài bướm đêm trong họ Geometridae.